# Jeroni Zanné
Jeroni Zanné i Rodríguez (Barcelona, 27 de noviembre de 1873-Buenos Aires, 16 de junio de 1934) fue un escritor, poeta, traductor y crítico literario modernista español en lengua catalana.

## Biografía
Ejerció de crítico literario y del arte en publicaciones como Catalònia y Pèl & Ploma, influido por el simbolismo y por la idea wagneriana del arte total. Fue uno de los impulsores del modernismo literario, en obras como Riu amunt (1904) o en el prólogo de Croquis ciutadans de Apeles Mestres (1905). Fue uno de los fundadores de la revista Joventut (1900), así como de la Asociación Wagneriana de Barcelona (1901).
Su obra poética se inició con cierta influencia de Goethe, Wagner y los poetas parnasianos Leconte de Lisle y José María de Heredia, como se denota en Poesies (1908). Más tarde evolucionó hacia una línea más clasicista, con influencia de Horacio y Virgilio, tendencia que se plasma en Ritmes (1909), donde adaptó al catalán por primera vez el hexámetro latino. Sus siguientes obras continuaron esta línea: Reialme d'Eros. Versificació d'un poema simfònic ideal (1910), Oda a Salomé. Poemes menors (1911), Elegies australs (1912).
En 1913 se estableció en Buenos Aires, donde fue secretario perpetuo de la Asociación Wagneriana de esa ciudad. Su obra poética perdió en buena medida su raíz modernista y se centró en un tono melancólico y de un cierto misticismo cristiano, con un claro referente en Jacinto Verdaguer y cierta influencia de Joan Maragall: Aiguaforts i aigües vessants (1921), Poemes de l'esperit i de la terra (1934). También colaboró con publicaciones como Ressorgiment y Catalunya.
En el terreno de la prosa publicó en 1912 Novel·les i poemes, una selección de cuentos y narrativa publicados en esos años en Joventut.
Como traductor, tradujo obras de Wagner, Goethe, Anacreonte, Horacio, Mallarmé, Heredia, Carducci, D'Annunzio, Ronsard, Labé y Rossetti.
Dejó inéditos el diario Blondina y la novela autobiográfica El fill pròdig, mientras que algunos fragmentos de la novela El meu viatge a l'illa de Lesbos se publicaron en 1978 con el título Una Cleo i altres narracions.